# Kojuun

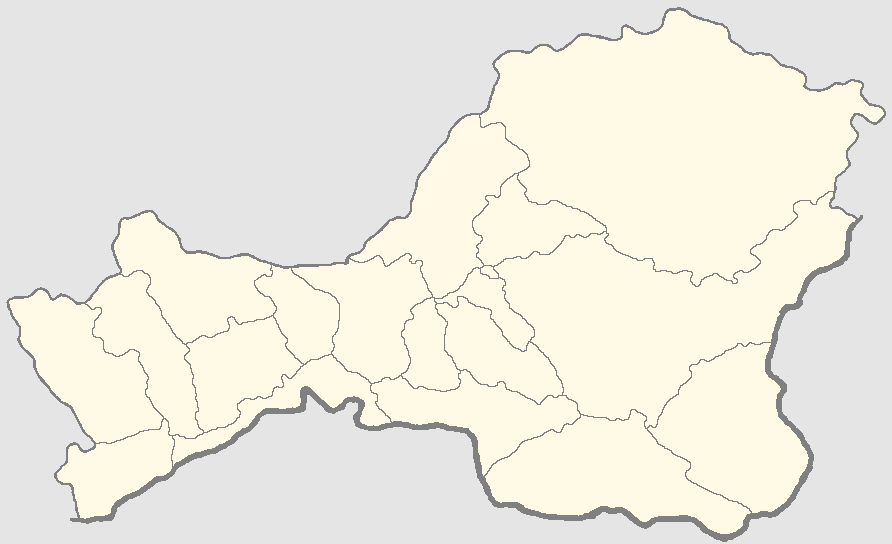
La kojuun est dans la république de Touva, la plus grande des subdivisions administratives.

Une kojuun (touvain : кожуун ; ISO 9 : kožuun ; littéralement, « bannière ») est, dans la république de Touva, la plus grande des subdivisions administratives. C'est l'équivalent de la bannière (mongol : ᠬᠣᠰᠢᠭᠤ, cyrillique : хошуу, MNS : khoshuu) en Mongolie-Intérieure et autrefois également en Mongolie. Cette subdivision est également proche du raïon russe.
Ces unités administratives ont été créées au Tannu Uriankhai (ancien nom de Touva, au sein de l'Empire mandchou) et en Mongolie-Extérieure par les empereurs mandchous de la dynastie Qing à partir de 1649, lors de la mise en place du régime des ligues et bannières.